# Oxycoccus intermedius
Oxycoccus intermedius là một loài thực vật có hoa trong họ Thạch nam. Loài này được (A. Gray) Rydb. mô tả khoa học đầu tiên năm 1917.